# Живе такий хлопець
«Живе такий парубок» (рос. «Живёт такой парень») — радянський художній фільм, поставлений в 1964 році Василем Шукшиним. В основі — оповідання Шукшина: «Колінчасті вали» (1961), «Гринька Малюгін» (1962), «Класний водій» (1962), «Внутрішній зміст» (закінчений у 1966).

## Сюжет

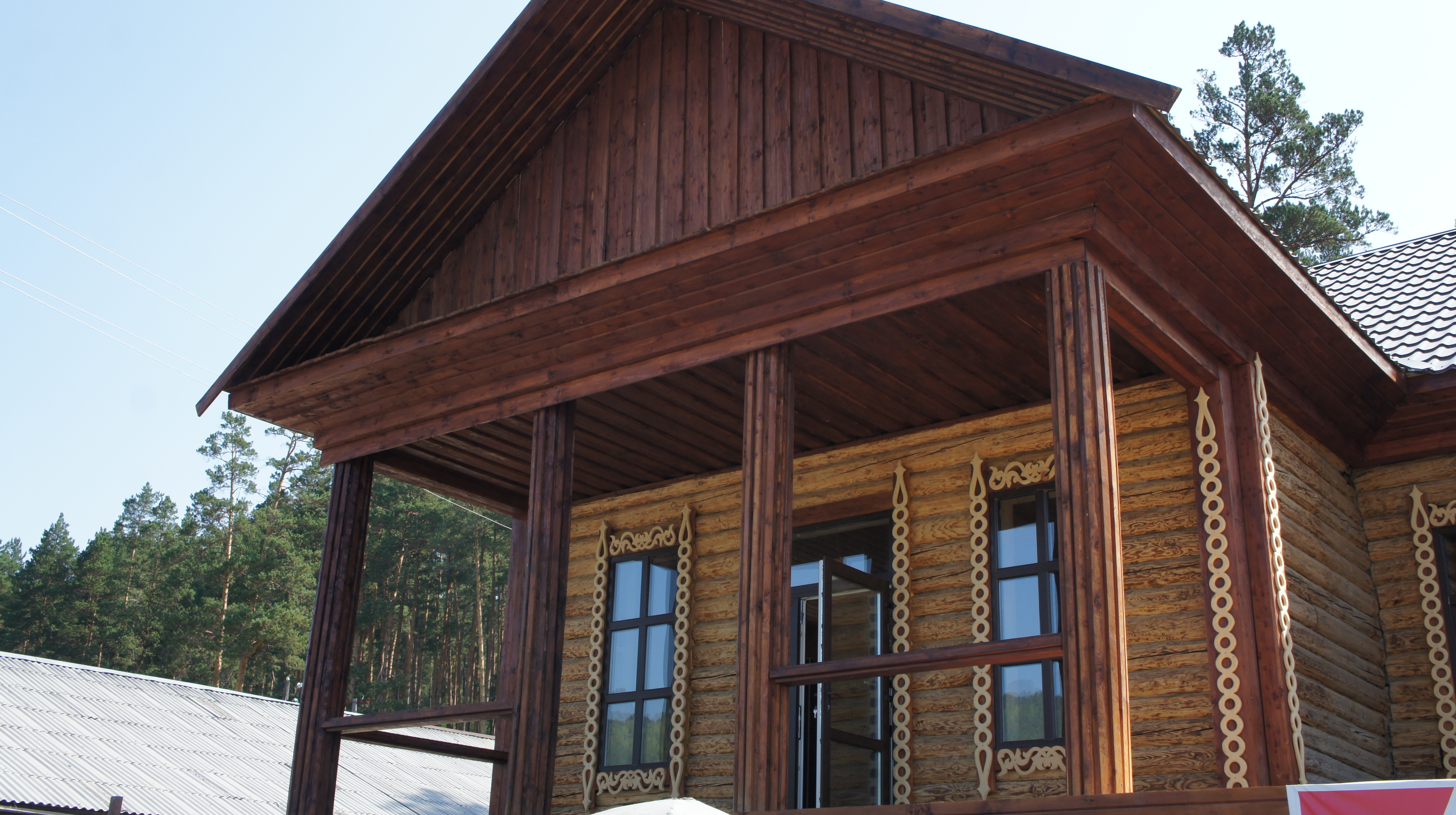
Придорожне кафе в Усть-Семі, на ґанку якого починаються перші кадри фільму «Живе такий хлопець»

Головний герой фільму — звичайний парубок Пашка Колокольников працює шофером і водить вантажівку по Чуйському тракту. Різні люди зустрічаються на його шляху. Мрійливий, життєлюбний, трохи простакуватий, він живе з розкритою світу душею.

## У ролях
- Леонід Куравльов — Пашка Колокольников
- Лідія Чащина — Настя
- Лариса Буркова — Катя
- Реніта Григор'єва — міська жінка
- Ніна Сазонова — тітка Анісія
- Анастасія Зуєва — бабця Марфа
- Белла Ахмадуліна — журналістка з Ленінграду
- Борис Балакін — водій Кіндрат Степанович
- Родіон Нахапетов — інженер Гена
- Віктор Філіпов — голова колгоспу
- Іван Рижов — завідувач нафтобазою
- Микола Федорцов — „Хиц“, приятель Павла
- Євген Тетерін — вчитель, сусід Пашки по палаті
- Борис Романов — Степан
- В епізодах: Наталія Гіцерот, Юрій Григор'єв, Олена Вольська (в титрах Л. Вольська), Ніна Іванова (дружина голови колгоспу), Олександр Карпов, Микола Новлянський, Микола Смирнов, Аркадій Трусов (чоловік бабці Марфи (немає в титрах), Микола Довженко (немає в титрах), Володимир Смирнов («затійник» на танцях (немає в титрах), Олександр Липов (немає в титрах) та ін.

## Нагороди
- Приз «Лев святого Марка» Венеціанського кінофестивалю 1964 року за найкращий фільм для дітей;
- Премія першого Всесоюзного кінофестивалю (Ленінград, 1964) за найкращий комедійний фільм («За життєрадісність, ліризм та оригінальне рішення»).

## Цікаві факти
Студійний запис гри на гітарі для озвучення фільму здійснено в 1966 році, гітаристом був Леонід Міллер.